# 充媛
充媛，是中國、越南帝王妃嬪称号。始於中國唐朝。

## 中國
唐朝后宫二品是九嫔，包括昭仪、昭容、昭媛、修仪、修容、修媛、充仪、充容、充媛。充媛为内官九嫔第六，秩正二品。五代十国、宋朝、金朝都有设置。宋朝充媛位居内命妇第二品。金朝充媛视正二品，为九嫔之一。

### 中國充媛列表
- 宋真宗充媛杜琼真

## 越南
後黎朝初期時黎聖宗開始設置，位列九嬪，為「三充」之一，後黎朝九嬪分為三昭（昭儀、昭容、昭媛）、三修（修儀、修容、修媛）、三充（充儀、充容、充媛）。

### 越南修媛列表
- 黎太宗充媛吴氏玉瑶